# Jean-Marie Collot d'Herbois
Pour les articles homonymes, voir Collot.
Jean-Marie Collot, dit Collot d'Herbois ou simplement d'Herbois, né à Paris le 19 juin 1749 et mort à Cayenne, en Guyane, le 8 juin 1796, est un comédien, auteur dramatique, directeur de théâtre, homme politique et révolutionnaire français, député montagnard de Paris à la Convention nationale et membre du Comité de salut public actif pendant la période de la Terreur.

## Biographie

### Le comédien et dramaturge

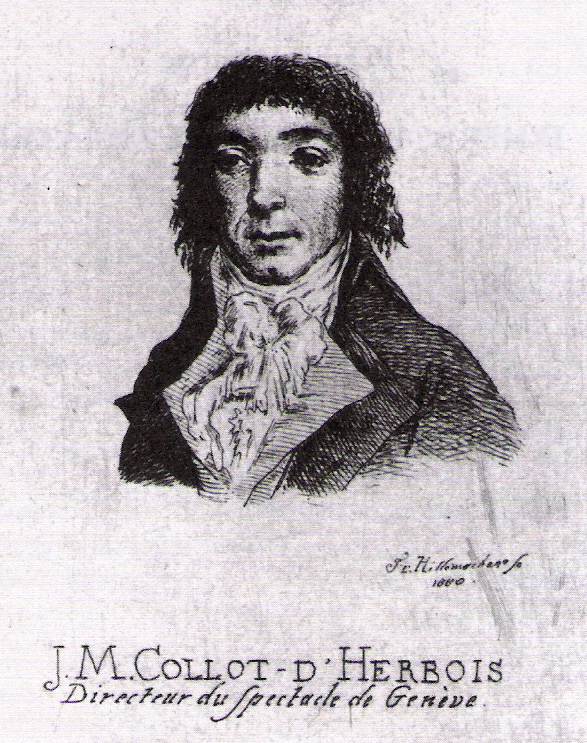
Collot d'Herbois, directeur du Théâtre de Genève. Gravure de Hillemacher, 1880.

Jean-Marie Collot est fils de Gabriel-Jacques Collot, un marchand-orfèvre parisien.
À l'âge de 18 ans, il commence une carrière d'acteur, adoptant d'Herbois comme nom de scène. Il joue alors à travers la France et même l'Europe, de 1767 à 1784. Il se produit notamment à Avignon, Toulouse, Bordeaux, Nantes, Caen, Angers, Nancy, Marseille, Montpellier, Anvers, La Haye et enfin Lyon.
Collot arrive à Lyon en 1782 et y demeure deux ans. C'est à cette époque que s'insère l'épisode controversé des sifflets rapportés par les témoignages du général Beurnonville et de Mme Jenny Chevalier, née Poirot, ancienne artiste, avec son mari, du théâtre de Lyon. Déjà précédé dans cette ville d'une détestable réputation, Collot y aurait été victime de déboires et d'échecs qui auraient suscité chez lui une rancune tenace. Plusieurs auteurs contemporains, parmi lesquels Louis Marie Prudhomme et Antoine François Bertrand de Molleville, affirment également que Collot d'Herbois, en tant que comédien, a été régulièrement sifflé par le public lyonnais, ce qui, selon eux, aurait causé sa rancœur envers la population de la ville et inspiré la violence de ses actions à Lyon durant la Révolution. En revanche, d'après le témoignage de l'abbé Guillon de Montléon, écrivain royaliste par ailleurs très critique à l'égard de Collot, qui se trouvait à Lyon à l'époque, il ne reçut jamais « une pareille mortification », se comportait avec dignité, était reçu dans le monde et figura dans les fêtes organisées par l'intendant Flesselles,,.  Invalidant également cette "légende noire précoce", Michel Biard souligne que "les archives et autres sources disponibles sur ses cinq années lyonnaises attestent qu'il fut un acteur estimé, un auteur qui put y représenter quelques-unes de ses pièces, enfin un directeur consciencieux".
Il est engagé comme auteur dramatique et directeur du Théâtre de Genève, où, acteur le mieux payé, il touche 6 000 livres. De retour à Lyon en 1787, il y dirige le théâtre avant d'obtenir une place à Genève le 22 février 1789.
En 1772, il écrit des pièces, qu'il signe de son patronyme accolé à son nom de scène : Collot d'Herbois. Certaines de ses pièces, comme Lucie ou les parents imprudents, drame en 5 actes et en prose créé le 14 mars 1772 et imprimé par Chappuis, un libraire bordelais, ou le Paysan magistrat, comédie en 5 actes et en prose imitée de Calderón, jouée à Bordeaux en 1781 et à Paris, au Théâtre Français, à partir du 7 décembre 1789, connurent un certain succès. Il cesse toutefois d'écrire lorsqu'il prend un emploi de direction, vraisemblablement assez lourd.
Avant avoir dirigé le théâtre de Genève, il rentre à Paris en 1789, s'installant au village de Chaillot.

### Le révolutionnaire

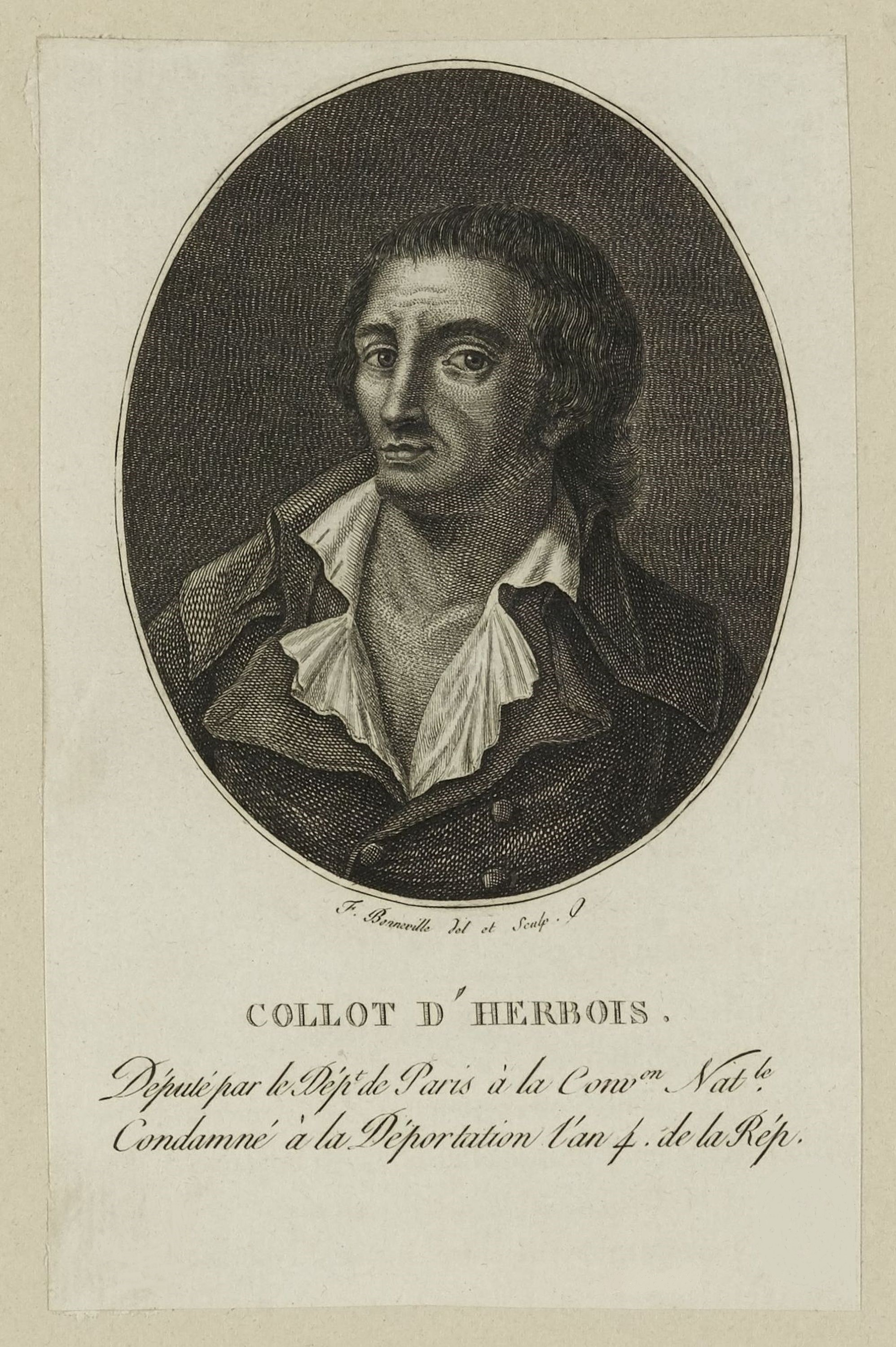
Jean Marie Collot d'Herbois,
gravure de François Bonneville, fin du XVIIIe siècle.

La carrière politique de Collot d'Herbois commence avec sa participation au Club des Jacobins. Il s'illustre en participant au printemps 1791 à la défense des Suisses de Châteauvieux, accusés de mutinerie. Son renom s'accroît après son intervention en leur faveur et leur libération, obtenue grâce à ses efforts. Son déplacement jusqu'à Brest pour les y chercher et le banquet citoyen qui célèbre l'événement sont à l'origine de l'un des rares poèmes publiés de son vivant par André Chénier.
À l'automne 1791, il remporte un concours organisé par les Jacobins pour publier un almanach destiné à expliquer, en des termes aisément compréhensibles, les avantages de la monarchie constitutionnelle. C'est L'Almanach du père Gérard, qui remporte un succès de diffusion certain et lui confère une grande popularité au sein du peuple parisien. Il va même plus loin : il défend le suffrage universel et condamne l'esclavage des Noirs dans les colonies par les blancs qui « se sont furieusement noircis dans l'opinion publique en défendant leur supériorité sur "les bons nègres" ». Il faut dire que cet almanach fut sélectionné par un jury jacobin composé de Clavière, Grégoire, Condorcet, Lanthenas, Polverel et Dussault : les quatre premiers étaient membres de la Société des Amis des Noirs. Le succès de l'opuscule fut tel que les contre-révolutionnaires écrivirent en réaction un contre-opuscule qu'ils intitulèrent l'Almanach du Père Maury.
Ses opinions deviennent alors de plus en plus radicales, le portant à l'« extrême gauche » de l'opinion publique parisienne.  À ce titre, il fut le 28 avril 1792 dénoncé par un journal girondin, La Chronique de Paris, comme un opposant à la guerre d'attaque aux côtés de Robespierre, Marat, Camille Desmoulins, Fréron, Robert. Très populaire chez les Jacobins et chez les Cordeliers, il occupe peut-être un poste dans la Commune insurrectionnelle et dans la journée du 10 août 1792. Président de l'assemblée électorale parisienne, il est élu député de Paris à la Convention nationale, le 3e sur 14 avec 553 voix sur 573 votants, et siège sur les bancs de la Montagne.
L'un des tout  premiers à exiger l'abolition de la monarchie, il est en mission à Nice pendant le procès de Louis XVI. De retour pour le jugement, il vote pour la mort sans sursis. Opposé à la Gironde, il remplit encore plusieurs missions dans le Loiret, dans l'Oise et dans l'Aisne et préside l'assemblée du 13 au 27 juin 1793.

### Collot d'Herbois en mission
Le 18 novembre 1792, Collot est envoyé avec Marc David Lasource et Goupilleau de Fontenay en tant que représentant du peuple en mission dans le pays de Nice, tout juste rattaché à la France, pour y enquêter sur les troubles qui avaient suivi l'arrivée des troupes françaises. Il rentre en urgence à Paris pour voter la condamnation à mort du roi sans sursis en janvier 1793.
Il est ensuite envoyé dans la Nièvre et le Loiret avec Jacques Léonard Laplanche pour la levée des 300 000 hommes de mars à mai 1793, puis dans l'Oise avec Jacques Isoré pour s'occuper du ravitaillement de Paris d'août à septembre 1793.
C'est cependant sa mission à Lyon, après la chute de l'insurrection fédéraliste, qui est la plus célèbre.

### Son rôle durant la Terreur
Partisan de la Terreur, il entra au Comité de salut public le 6 septembre 1793 en même temps que Billaud-Varenne. Albert Mathiez estime que Collot et Billaud représentent alors « l'hébertisme (...) au gouvernement » mais l'historien Michel Biard souligne que Collot d'Herbois peut difficilement être classé parmi le groupe de révolutionnaires associés au « Père Duchesne ».

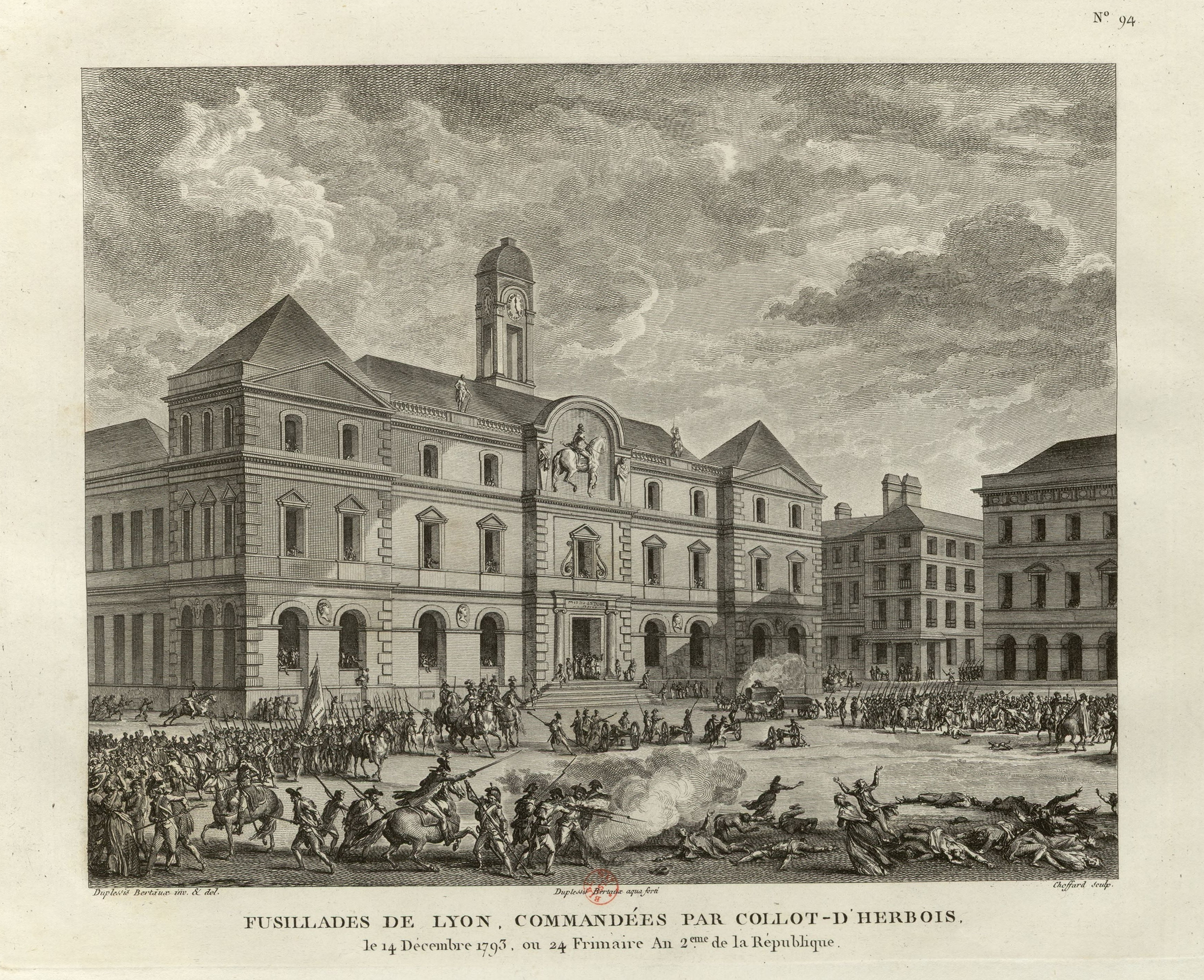
Fusillades de Lyon, le 24 frimaire an II (14 décembre 1793)
(Paris, BnF, département des estampes, 1802).

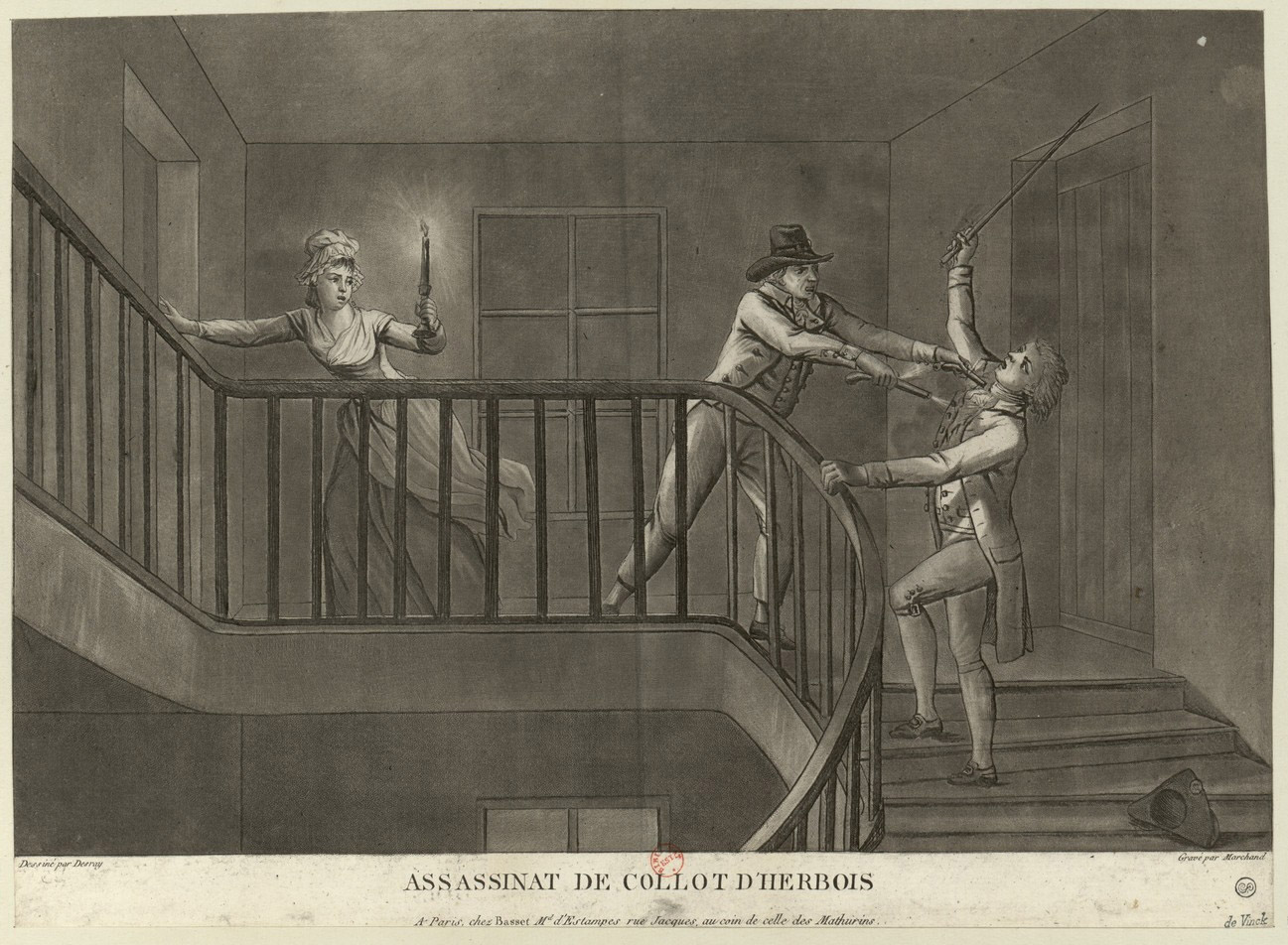
Tentative d'assassinat de Jean-Marie Collot d'Herbois par Henri Admirat (Paris, BnF, département des estampes, 1794).

Envoyé en mission à l'automne 1793, il commanda avec Fouché, Albitte et Laporte les représailles contre la révolte fédéraliste à Lyon. Ils y établirent un comité de démolition, en même temps qu'une commission révolutionnaire et un comité de séquestre. Les remparts et plus de deux cents maisons de Lyon furent démolis[réf. nécessaire]. La Terreur régna dans la ville, où la commission de justice multiplia les condamnations à mort. Le canon et la fusillade furent même temporairement préférés à la guillotine, jugée trop lente. De récents travaux de Michel Biard ont montré qu'à cette époque au moins la répression avait l'aval à Paris de Robespierre et de ses collègues du Comité de Salut Public.
Collot d’Herbois, ainsi que Robespierre, a été au centre de l'affaire dite des « chemises rouges », à la suite d'un attentat perpétré par son voisin de palier (Henri Admirat) contre sa personne. Dans la nuit du 22 au 23 mai 1794, Admirat a tiré un ou deux coups de pistolet sur Collot à bout portant, sans pourtant avoir réussi à l’atteindre. Arrêté, Admirat a déclaré que son but initial avait été d’assassiner Robespierre et que n’ayant pas pu trouver ce dernier, il a porté son choix sur Collot. L’affaire a été présentée comme un complot de l'étranger contre la représentation nationale et Admirat fut exécuté, vêtu de la chemise rouge des assassins et empoisonneurs, avec Cécile Renault et cinquante trois prétendus complices, le 29 prairial an II (17 juin 1794).
Cependant, dans les comités, la tension était de plus en plus vive : d'après Barras, Collot d'Herbois s'en prit violemment à Robespierre au cours d'une discussion très vive, conduisant ce dernier à s'éloigner dorénavant du Comité de salut public où il était en minorité depuis des mois : « Si la tyrannie méthodique, si la terreur organisée avaient un siège quelque part, écrivit Charles Nodier, c'était dans les comités de gouvernement depuis longtemps déjà désertés par Robespierre ». Collot d'Herbois, comme Fouché, n'ignorait pas que Robespierre était parfaitement informé par Couthon, à qui ils avaient succédé à Lyon, des pillages et détournements dont la rumeur les accusait. Dubois-Crancé avait lui aussi témoigné en leur défaveur ; et à Collot et Fouché, inquiets, s'agrégèrent peu à peu un certain nombre de représentants à mauvaise conscience. Des listes de noms circulaient, et on disait que prochainement des accusations très graves seraient lancées par Robespierre et Saint-Just contre certains membres de la Convention.

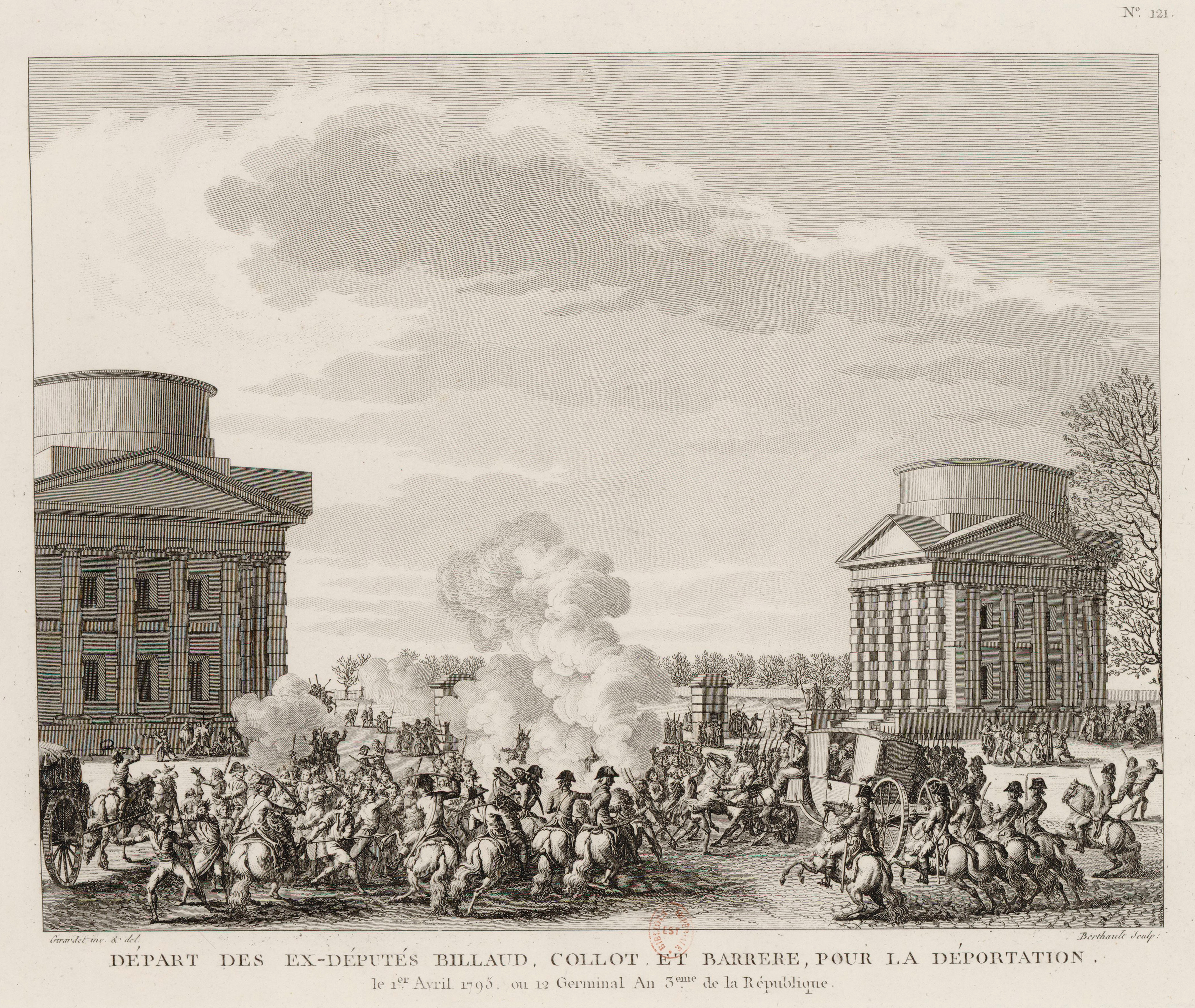
Déportation de Collot, Billaud-Varenne et Barère au lendemain de la journée insurrectionnelle du 12 germinal an III (1er avril 1795).
Gravure de Pierre-Gabriel Berthault d'après un dessin d'Abraham Girardet, Tableaux historiques de la Révolution française, Paris, BnF, département des estampes, 1802.

Le 9 Thermidor, Collot d'Herbois présidait la Convention nationale et, avec Billaud-Varenne, Tallien et Fréron, il fut un des artisans du décret d'arrestation contre  Maximilien de Robespierre, son frère Augustin, Saint-Just, Le Bas et Couthon. C'est peut-être à lui que Robespierre lança cette célèbre apostrophe : « Me donneras-tu la parole, président d'assassins ? ».
Après Thermidor, Jean-Marie Collot-d'Herbois fut mis en accusation avec d'autres membres du Comité de salut public et du Comité de sûreté générale, sur dénonciation, notamment, de Lecointre. Il fut décrété d'arrestation puis condamné à être déporté au bagne de la Guyane française en vertu du décret du 12 germinal an III (1er avril 1795), et il fut embarqué en même temps que Billaud-Varenne  le 7 prairial an III (26 mai 1795) ; Barère et Vadier, également condamnés, ne furent pas déportés. Il mourut de la fièvre jaune à l'hôpital de Cayenne le 20 prairial an IV (8 juin 1796).

## Quelques-unes de ses œuvres

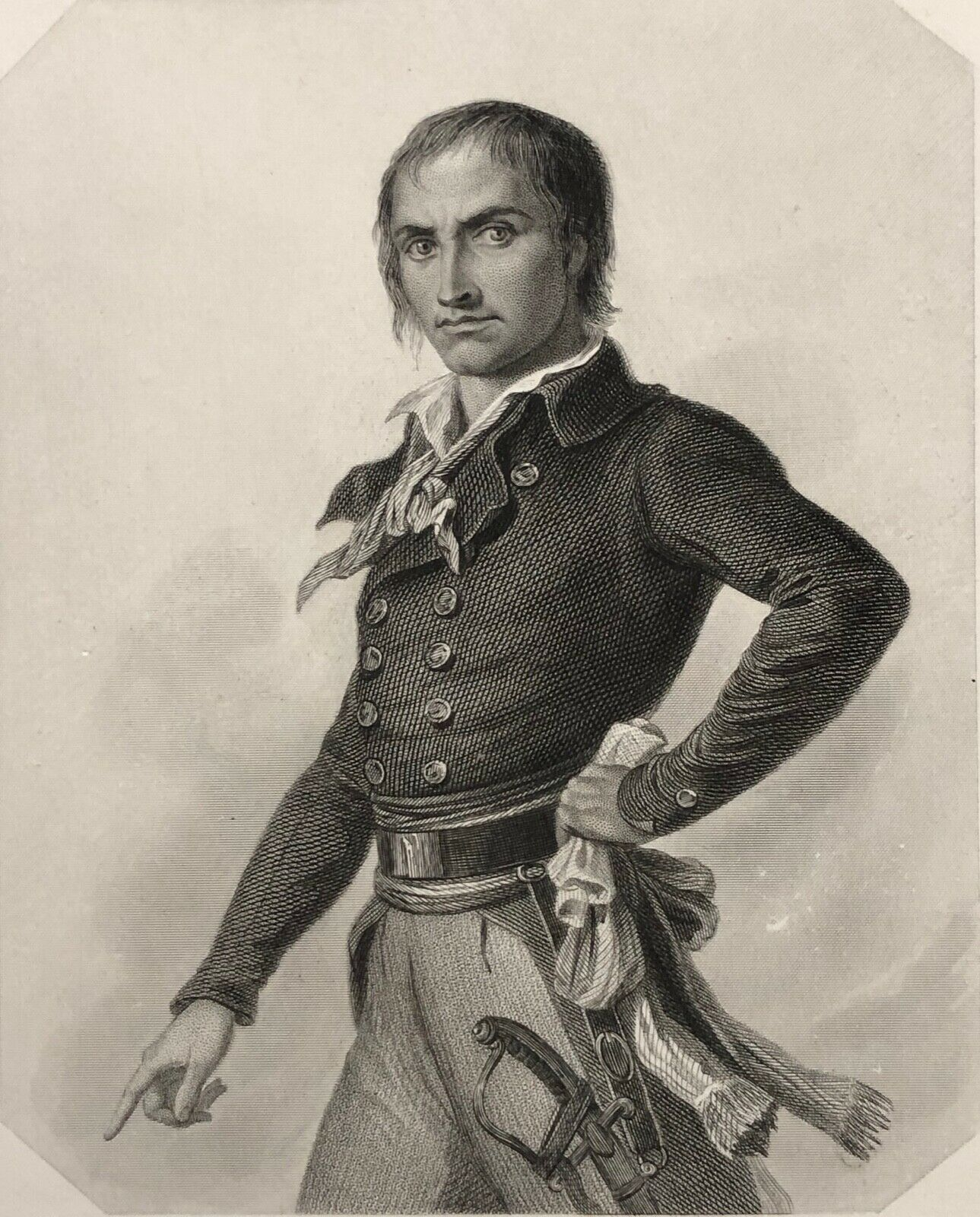
Collot d'Herbois, illustration d'Auguste Raffet publiée dans l’Histoire des Girondins de Lamartine, 1847.

- Le Bénéfice
- Le Bon Angevin ou l'Hommage du cœur
- La Famille patriote
- Lucie ou les Parents imprudents
- Le Paysan magistrat
- Le procès de Socrate, ou Le régime des anciens temps
- Le Vrai généreux ou les Bons mariages
- L'almanach du Père Gérard (Paris, 1791). Nouvelle édition sous le titre Étrennes aux amis de la Constitution française, ou entretiens du Père Gérard avec ses concitoyens (Paris, 1792). Réédition bilingue (français et breton) sous la direction et avec des annotations de Gwennolé Le Menn (accompagnée d'une préface et de commentaires de Michel Biard), Éditions Skol, coll. « La Bibliothèque bretonne » no 14, Saint-Brieuc, 2003, 517 p.,  (ISBN 2-911647-24-6).
- Les français à la Grenade ou L'impromptu de la guerre et de l'amour
- Le nouveau Nostradamus, ou Les fêtes provençales